# Incendie du Downunder Hostel
 (octobre 2022).
L'incendie du Downunder Hostel a eu lieu le 17 septembre 1989. Il a commencé peu avant 5 heures du matin dans une auberge de routards sur Darlinghurst Road dans le quartier de Kings Cross à Sydney, en Australie. Cet incendie est la cinquième catastrophe la plus meurtrière en Australie en 1989.

## Contexte
Cinquante-deux personnes sont mortes dans des incendies ayant eu lieu dans des auberges pour routards et autres pensions bas de gamme depuis 1982. Dix-neuf d'entre elles sont mortes en 1981 dans les appartements Rembrandt, qui se trouvent également à Kings Cross,, une destination très populaire parmi les routards internationaux en visite en Australie. En 1991, douze personnes sont mortes dans l'incendie du Palm Grove Hostel à Dungog, en Nouvelle-Galles du Sud. Neuf ans plus tard, en 2000, c'est le Palace Backpackers Hostel à Childers, Queensland, qui brûle, coûtant ainsi la vie à quinze personnes. À ces morts s'ajoutent les évacuations en mars 1993 de cent-trente routards après un incendie criminel à l'Ocean View Lodge à Fremantle en Australie occidentale et de dix routards en août 1996 après un incendie criminel au City Heart Hostel à Rockhampton. Le 13 octobre 2011, un incendie s'est déclaré dans une poubelle à l'extérieur de l'auberge Noah's Bondi Beach à Bondi Beach, en Nouvelle-Galles du Sud, où dormaient cent-trente routards.

## Bâtiment
En décembre 1975, le Savoy Private Hotel brûle, causant la mort de quinze personnes et blessant gravement vingt-cinq autres. L'incendie était d'origine criminelle, et avait été allumé par Reginal Hogn Little. Cet hôtel se situait à côté d'un bâtiment dans lequel se trouvaient le strip-tease Pink Panther et un bordel appelé le Kingsdore Motel. C'est ce bâtiment qui plus tard est devenu le Downunder Hostel. Les deux bâtiments appartenaient au chef du crime présumé Abe « le patron de la Croix » Safran, qui a été lié à sept autres incendies.
En tant qu'hôtel, le bâtiment de trois étages contenait cinquante-huit lits, avec une moyenne de quatre ou cinq personnes par chambre.

## Incendie
Le feu s'est rapidement propagé à travers la cage d'escalier, qui a été bloquée par la fumée et le feu. Par manque d'issues de secours, beaucoup des résidants se sont échappés par les fenêtres des chambres. Un incendie criminel a rapidement été suspecté. Au moins soixante ont pu être secourus, dont seize ont été blessés.
Tous les décès ont été causés par une intoxication au monoxyde de carbone ou par l'inhalation de fumée dans la chambre du dernier étage. Cinq jeunes touristes âgés d'une vingtaine d'années sont morts à cause d'un incendie qui s'est déclaré dans le hall de l'auberge.
Les victimes étaient : David Leo Hillman, 25 ans, canadien ; Jacinda Maree Hill, 25 ans, Nouvelle-Zélande ; Allan Nielsen, 27 ans, danois ; Darren Andrews, 20 ans, britannique ; et un ressortissant autrichien et suédois.

## Enquête et procédures juridiques
Les rapports initiaux d'un porte-parole de la police au cours de l'enquête ont fortement laissé entendre que l'incendie était un incendie criminel et non accidentel, déclarant « Il est possible que quelqu'un ait laissé tomber une cigarette ou quelque chose ait pu tomber dans le salon. Mais nous ne pouvons pas ignorer la possibilité qu'un ivrogne soit revenu à l'auberge et l'ait allumé pour le plaisir. ».
Gregory Alan Brown, qui avait des antécédents de maladie mentale et d'abus de drogues et d'alcool, a avoué avoir commis cet incendie et quelque 500 autres. Il a été condamné à dix-huit ans de réclusion criminelle pour homicide involontaire. Cette condamnation a eu lieu malgré ses aveux présumés peu fiables et une suggestion selon laquelle il se trouvait à Melbourne au moment de l'incendie. Le tribunal a conclu à une responsabilité diminuée, le condamnant pour homicide involontaire au lieu de meurtre. Présumé s'être vanté auprès d'un autre prisonnier « J'aime entendre les gens crier et les regarder mourir », il a été libéré en 2009 après avoir purgé l'intégralité de sa peine, refusant de demander une libération conditionnelle.

## Conséquences
L'incendie de Downunder a fini par conduire à de nouvelles procédures de sécurité strictes. Le coroner a fait des recommandations sur le nombre d'issues de secours, de systèmes de gicleurs, d'étiquetage des portes coupe-feu, d'extincteurs et d'autres équipements et effectifs de lutte contre les incendies. Le conseil local a créé un service de sécurité, mais l'application des règles de sécurité reste sporadique car les conseils locaux ne sont pas remboursés pour les frais juridiques nécessaires pour porter les affaires devant le tribunal foncier et environnemental.
En 2001, une législation a été mise en place, donnant aux gouvernements locaux et aux services de sécurité incendie des pouvoirs d'application spéciaux en ce concerne les bâtiments vulnérables aux risques d'incendies, notamment en donnant le pouvoir aux inspecteurs autorisés d'inspecter les bâtiments lorsque leurs services étaient sollicités ou lorsqu'une plainte écrite était déposée au sujet d'un bâtiment.